# Château du Plessis-Robinson
Pour les articles homonymes, voir Château du Plessis.
 (juillet 2012).
Le château seigneurial dit Hachette est l'un des éléments importants du patrimoine de la ville du Plessis-Robinson, commune des Hauts-de-Seine.

## Aujourd'hui
Le château abrite la mairie depuis le XIXe siècle. Situé au cœur de la ville, rue de la Mairie et rue de la Résistance, les plus grandes parties de l'édifice sont du XVIIe siècle.
On remarque le passage couvert, au pied duquel une statue de pierre représente un garde casqué en faction, ainsi que la terrasse et l'escalier monumentale avec leur balcon de fer forgé, une façade comporte des bas-reliefs représentant des jeux d'enfants. Dans le petit jardin derrière la terrasse en haut de l'escalier trônait un majestueux séquoïa au milieu d'un parterre entouré de quatre statues représentant les Saisons. L'ancienne orangerie et transformée en salle de stockage, il y avait à côté vers 1960 un jardin d'enfants.

## Les familles

### Les Raoul
L'histoire généalogique de la Maison de France du Père Anselme dit que le seigneur Raoul, Radulphe ou Rodolphe qui possédaient les terres du Plessis 1185 dit Plessis-Raoul. Le cartulaire de Notre-Dame de Paris cite également son nom et celui de ses fils.

### XVesiècle
Puis en 1407, sous Charles VI, le seigneur est Jean de la Haye dit Picquet qui épouse Jeanne Dupuis, veuve en premières noces de Nicolas Brûlart qui lui apporte en dot cette seigneurie. En 1412, il fait construire ou rénover le château, où il recevra la reine Isabeau de Bavière du 20 juin au 5 juillet 1416. Accusé de duplicité et de malversations en 1421, il prend la fuite à la Rochelle en terre anglaise. En 1423, le roi de France et d'Angleterre Henri VI, donne à son écuyer: 
- Guillaume de Dangueil les seigneuries de Plessis et de La Boursidière, il semble y avoir à cette époque des co-seigneurs puisqu'il donne sur la même seigneurie en 1430 un revenu de 4000 Livres à :
- Jean de Villiers , seigneur de l'Isle-Adam, Maréchal de France, avant qu'il ne change de camp et à :
- Michel de la Tillaye, ainsi qu'à :
- Jacquin Langlois en 1433.

### Les Charles
Le château devient la propriété des Charles, avec :
- Simon Charles (v.1390-1462/70), époux d'Isabelle d'Orgemont (5e enfant de Guillaume d'Orgemont (13..-1421), trésorier des guerres du Roi et Marguerite de Saint-Maure)[1][réf. à confirmer], qui eurent une descendance prolifique, et qui conservera la seigneurie du Plessis-Picquet tout au long de la fin du XVe siècle, tout au long du XVI, et une partie du XVIIe siècle[2].
- Jean Charles, le 21 juin 1499 est dit écuyer, seigneur du Plessis-Raoul, tuteur des enfants de Jean de Fontaines, seigneur de Bourrez et de Marie Charles[3].
- Nicolas Charles, Président des comptes en 1462[Note 1] seigneur du Plessis-Piquet marié en 1534 en l'église Saint-Jean-en-Grève à Jeanne Bochart[4].

Ce couple a donné la représentation d'un mystère en 1541 en leur château du Plessis, intitulé : Le jeu de la vengeance et destruction de Jhérusalem ,aux termes d'un contrat signé le 22 août 1541 entre Jean Brumereau, prêtre à Bièvres-le-Châtel, et Robert Landoys, laboureur à Sceaux, metteurs en scène d'une part, et le peintre Christophe Loyson, habitant dans les faubourgs Saint-Marcel, près Paris, rue d'Ablon, pour une représentation d'un mystère du Jeu de la Vengeance Notre-Seigneur, et la destruction de Jherusalem au village du Plessis-Piquet à la Toussaint prochaine. Loyson est payé 25 livres tournois pour ses peintures et trucages à raison de 40 sous tournois chaque semaine, et en plus de ce salaire, les metteurs en scène s'engagent à le nourrir ainsi que ses ouvriers quand ils travailleront sur place à fabriquer le Paradis et l'Enfer.
Ils furent tous deux inhumés en l'église Sainte-Marie-Magdeleine du Plessis-Piquet dont l'abbé Lebeuf nous a transmis le texte de leurs épitaphes gravées en petit gothique, malheureusement aujourd'hui disparues :
« Cy gist noble homme Nicolas Charles Escuyer Seigneur du Plessys, et de Grandfontaine, lequel trépassa l'an mil V.C.. (15..)Aussi gist Damoiselle Jehanne Bochar, en son vivant femme dudit Seigneur, laquelle trespassa le XXVII jour de Décembre l'an M.vc.Lvij (1557) ».[réf. nécessaire]
- César Charles, écuyer, sieur du Plessis-Piquet y demeurant et se trouvant à Paris en 1617 dans le cadre d'une déclaration relative à la donation par lui précédemment faite aux religieux, prieur et couvent du monastère de Saint-Bernard de la congrégation de Notre-Dame des Feuillants, fondé au faubourg Saint-Honoré[7].

- Claude Charles, en 1609 ne possédait plus qu'une partie de ses terres qu'il vendit avec son château à Louis Potier de Gesvres (1567-1630), seigneur de Gesvres, secrétaire d'État[2].

### Les Potier, de 1609 à 1663
- Louis Potier de Gesvres, (?-25 mars 1630), baron de Gesvres (fief maternel), secrétaire d'État des rois Henri III et Henri IV, comte de Tresmes (1608) achète en 1609 la seigneurie du Plessis à Claude Charles. Elle restera dans cette famille de 1609 à 1663.
- Bernard Potier de Gesvres (158.-1662), seigneur de Blérancourt où il fait construire un château en 1612, et Plessis-Raoul dit aussi Plessis-Piquet. Épouse en 1600 : Charlotte de Vieuxpont, dame d'Annebault. Conseiller d'État, maréchal de camp en 1621. Il fonde en 1614 le couvent des Feuillants de Blérancourt et fait réaliser le Livre terrier de sa terre de Plessis-Piquet en 1649 dont les procès-verbaux de publication sont faits au son de trompette, et certificats de publications par les curés des actes du notaire Nicolas I Boindin[8]. Mort sans postérité c'est son frère aîné qui hérite de ses biens en 1662.

- René Potier de Tresmes (v. 1579-1er février 1670), Duc de Tresmes (1648), Pair de France, marquis de Gesvres, capitaine des Gardes du Corps du Roi, Lieutenant-Général au Gouvernement de Champagne, et Gouverneur de Châlons, Chambellan ordinaire (1608), Chancelier d'Henri IV, Chevalier des Ordres (1619), Conseiller d'État (1629), époux de Marguerite de Luxembourg, hérite en 1662 de son frère Bernard et vendit en 1663 à :
- Charles Levasseur, Conseiller du Roi, Correcteur à la Cour des Comptes, Contrôleur des Finances. Dépensier, il fut contraint de vendre en 1682, il aura conservé son domaine dix-neuf ans[9].

L'acquéreur est Louis XIV, qui revend le domaine quatre jours plus tard, le 16 janvier 1682 à :
- Colbert pour 68 000 livres. L'année suivante, Colbert revend le Plessis à :
- Sébastien François de La Planche, marié à Marie de Vinx, auquel son père cède la direction des ateliers de tapisseries de la rue de la Chaise le 5 novembre 1661. C'est non loin, parmi les demeures du noble faubourg, qu'il se fait construire un hôtel particulier plus tard remplacé par celui de Narbonne-Pelet (aujourd'hui lycée Paul-Claudel-d'Hulst), rue de Varenne. Ses ateliers sont liquidés dans la période 1667-1668. Il est notamment impliqué en tant que trésorier-général des Bâtiments dans une affaire de malversations pendant la construction de la Grande Écurie[10]. Il achète en 1683 la seigneurie du Plessis-Piquet, mais sa situation financière s'aggravant il doit abandonner tous ses biens à ses créanciers le 4 décembre 1694, ou 1699 et vendre le château du Plessis-Piquet à Pierre de Montesquiou d'Artagnan, et meurt dans la misère[11].

### Les d'Artagnan, de 1699 à 1755
L'acquéreur de 1699 est Pierre de Montesquiou, comte d'Artagnan, futur maréchal de France. Il est le cousin germain de Charles de Batz de Castelmore, dit le comte d'Artagnan, qui inspira le célèbre personnage de romans à Alexandre Dumas. Lui-même mousquetaire du Roi pendant vingt-trois ans, il avait été promu brigadier en 1688, maréchal de camp en 1691, lieutenant général en 1696, puis gouverneur de la ville et citadelle d'Arras et de la lieutenance générale de la province d'Artois.
Veuf, sans enfant, de Jeanne Pasdeloup, il épouse en secondes noces, le 27 mars 1700, Élisabeth l'Hermite d'Hieville. Il était en très bon termes avec Madame de Maintenon ; c'est sur l'intervention de celle-ci qu'en 1709 le roi lui remboursera ses dettes contractées pour les travaux d'aménagement de son château. Sa seconde épouse fut une familière de la cour de la duchesse du Maine. Elle avait l’habitude de se poster sur la terrasse du parc pour apercevoir, grâce à une longue vue, sa grande amie. Chevalière de son ordre de la Mouche à miel, invitée de son salon littéraire et des fêtes des Grandes Nuits de Sceaux, elle lui faisait envoyer, par Nicolas de Malézieu, des couplets admiratifs. Elle était elle-même surnommée par ces beaux esprits la « Belle Artagnan ». 
Malgré les guerres régulières et les nominations lointaines, Pierre de Montesquiou consacre du temps et beaucoup d’argent à sa propriété. Dès 1700, sans doute inspiré par les réalisations d’André Le Nôtre au château royal de Saint-Germain-en-Laye, il dote son parc en 1705 d’une longue terrasse agrémentée d’une demi-lune centrale. Cette terrasse était ornée d'une échauguette ronde sur la demi-lune et comportait un cadran solaire. Il fit également creuser un étang, dont l'eau était si rare que les habitants lui donnèrent le nom de « L'Écoute s'il pleut » aujourd'hui comblé et construit du groupe scolaire Henri-Wallon. Il fait également réaliser une glacière. Endetté, c'est le roi qui rembourse ses créanciers en 1709, grâce à l'intervention de madame de Maintenon. 

Il meurt le 12 août 1725. Il est inhumé dans l'église paroissiale jouxtant son château (à l'époque, Sainte-Marie-Magdeleine, maintenant Saint Jean-Baptiste). Son épitaphe gravée dans le marbre noir était la suivante (citée par l'abbé Lebœuf dans Histoire de la ville et de tout le diocèse de Paris) :
« Cy gist très haut et très puissant Seigneur, Monseigneur Pierre de Montesquiou, comte d'Artagnan, Maréchal de France, Général des Armées du Roy, conseiller du Conseil de Régence, Gouverneur des Villes et Cité et Citadelle d'Arras, Chevalier Commandeur des Ordres de sa Majesté, décédé en son château du Plessis-Piquet le 12 août 1725, à l'âge de 85 ans et 6 mois. Req. in pace »
Son tombeau semble avoir disparu à la Révolution française. Une plaque commémorative est posée dans l'église en 1933. Comme il n'avait pas de postérité directe, c'est son neveu, Paul d'Artagnan, qui hérite et conserve le Plessis jusqu'en 1751, puis le fils de celui-ci de 1751 à 1755. Ce dernier vend le domaine pour 56 000 livres à Pierre Goblet.

### Après les d'Artagnan
- Pierre Goblet, conseiller du roi, avocat au grenier à sel[11]. Pierre Goblet possédait déjà une maison au Plessis-Piquet qu'il revendit à : Jean-Jacques de Nully, inspecteur des vins (selon René Pottier), auquel le vendeur aurait fait insérer dans l'acte de vente une clause autorisant contre une somme de 1 000 livres le droit sa vie durant d'avoir une porte ouvrant sur le parc de son château avec l'autorisation de s'y promener seul ou avec des gens l'accompagnant. C'est Pierre Goblet qui donna au château son aspect définitif que nous lui connaissons aujourd'hui. Il fit démolir l'aile formant angle droit, ouvrit de nouvelles fenêtres, et agrandissant celles existantes. Il le remeuble entièrement et fait réaliser une allée plantée de 47 ormes devant l'entrée de son château. En 1763, à sa mort, ses héritiers revendent la seigneurie pour 90 000 livres:

- Nicolas Mathieu Dutrou, officier du roi qui fait construire un corps de logis reliant le vieux bâtiment en direction de l'église. Il reste treize ans propriétaire du Plessis, de 1763 à 1776.

- Jérôme-Frédéric Bignon (Paris.11 janvier 1747- 1er avril 1784), seigneur d'Hardricourt, et du Rozel . Avocat, conseiller au Parlement (2e chambre des enquêtes). Il épouse le 8 septembre 1764 : Marie-Bernardine Hennot du Rozel (v.1747- Passy.8 juillet 1832), dame de Barneville , Écausseville, et du Rozel. Bibliothécaire du roi en 1770 à la suite de la démission de son père, il fait terminer les travaux du salon où sont exposés les deux globes de Vincenzo Coronelli. Il achète la seigneurie et le château du Plessis-Piquet en 1776. Il agrandit l'aile commencée par son prédécesseur jusqu'à l'église et fait réaliser le grand porche pour les commodités d'accès. Il fait également construire l'orangerie et l'aménagement d'une grotte en contrebas du château, avec un kiosque et un pavillon à la chinoise. Membre de l'Académie des Inscriptions et Belles-Lettres en 1781, il meurt en 1784 également endetté comme ses prédécesseurs[12][réf. à confirmer].

- Jean-Louis Marie du Gas de Bois Saint-Just (1743-13 mai 1820 à Saint-Genis-Laval)[13], marquis de Bois-Saint-Just, et de Villars-en-Bresse, seigneur de Birieux, et du Plessis-Piquet, il fit ses preuves en 1759 pour l'école des chevaux-légers en 1760, ancien officier aux Gardes Françaises où il fut nommé enseigne, et qui fut chassé par la Révolution française[Note 3]. En 1769, il avait épousé Benoîte Geneviève Maindestre, fille d'Antoine Maindestre, seigneur de la Sarra, ancien Trésorier de France, petite-fille d'Estienne de Maindestre échevin en 1726 et de Simone Tolosan dont ils eurent:

- - Antoine-Alexandre (1773-1866), dit le marquis Dugas ou du Gast mort à Lyon le 12 mai 1866, âgé de 93 ans.
  - Un garçon (1775-1790), qui mourut à l'âge de 15 ans le 6 septembre 1790[2].

Il réunissait dans son château du Plessis tout ce que la société de son temps comptait d'artistes et de personnalités. Il laissa des écrits sur les personnages de son temps qu'il a pu croiser dans le cadre de ses fonctions parus sous le titre de Versailles et les provinces au XVIIIe siècle. Anecdotes sur la vie privée de plusieurs ministres, évêques, magistrats célèbres, hommes de lettres et autres personnages connus sous le règne de Louis XV et Louis XVI, par un officier aux Gardes Françaises, Paris Le Normant, Lyon Yvernault et Cabin, 1809. Deux volumes in-8 et Paris H. Nicole, 1811 (volume I-II), Lyon Guyot, Paris Le Normant, Nicolle, Giguet et Michaud, 1817 (volume III) Ainsi qu'un ouvrage sur Les Sires de Beaujeu, roman historique emprunté à l'Histoire de l'abbaye de l'Île-Barbe. Il fut maire de la commune de Saint-Genis-Laval dans le département du Rhône où il meurt. Il avait émigré vers 1790 et à son retour ne fut pas en mesure de récupérer ses biens. Le château laissé à l'abandon fut la proie de vandalisme une fois vidé de son contenu par les révolutionnaires.[réf. nécessaire]

### Période révolutionnaire
- Le citoyen Gohin fait l'acquisition de ce bien national, puisque saisi à un émigré[réf. nécessaire].

### Après la Révolution
- Louis Zenobio d'origine vénitienne achète pour 36 000 francs or le château au sieur Gohin. De son bref passage au château il fait combler les fossés et vend la parcelle de bois des Lunettes hors le mur d'enceinte. Il met la propriété en vente en février 1802, alors qu'il a déjà quitté la France.
- Jacques du Breton, achète le domaine en 1803 pour la somme de 85 000 francs, qu'il conservera jusqu'en 1808. Il achète un potager à proximité de la ferme, et y fait construire une vaste grange. Il parvient à faire l'acquisition du cimetière enclavé sur sa parcelle, mais n'a pas le temps de finaliser son projet qui le sera par son successeur. C'est un fonctionnaire militaire. Il devint ordonnateur en chef de la première division militaire de la garde des consuls.
- Claude Ambroise Régnier (1746-1814), duc de Massa, propriétaire de 1808 à juin 1814, puis sa veuve: Charlotte Lejeune, (née à Lunéville le 27 juin 1748, est morte à Paris le 25 janvier 1835), et son fils qui le revendit en 1817 à[16] :
- Nicolas Régnier (1783-1851) Pair de France, duc de Massa, propriétaire du Plessis de 1814 à 1817
- Jean-Baptiste Henry Collin de Sussy, baron (1826), puis comte de Sussy, administrateur des Contributions Indirectes qui ne fit pas de transformation au château, qu'il acquiert en 1817, mais eut la sagesse de faire l'acquisition de la bande de terrain séparant le mur de la terrasse du parc, de la route située en contrebas, préservant ainsi les lieux de toutes constructions et donnant ainsi à ce site un des plus beaux panoramas du département.
- Jacques Antoine Odier (1766-1853), banquier et homme politique français d'origine suisse, conservera le château de 1827 à sa mort survenue en 1853 comme son prédécesseur il sera maire de la commune de 1829 à 1831. Peintre à ses heures de loisirs, il a peint le triptyque de l' église Sainte-Marie-Magdeleine du Plessis-Piquet qui ornait le retable du maître-autel: le panneau du côté de l'épître[Note 4] représente les rois mages arrivant à l'étable; dans le panneau central, la Vierge tend l'Enfant à ces Rois en adoration, tandis que dans le panneau du côté de l'évangile[Note 5], des bergers écoutent des anges leur annonçant la bonne nouvelle. Il a également peint une effigie de sainte Marie-Magdeleine agenouillée devant le tombeau de Lazare ou dans la grotte de la Sainte-Baume qui était placée au-dessus de l'autel qui lui était dédié dans une niche en plein cintre[2].
- Louis Hachette (1800-1864), fait l'acquisition du château en 1853 où il venait fréquemment se reposer avec son épouse Catherine Pauline Royer (1804-1872), et y recevait ses amis comme Edmond About, Jules Simon, Gustave Doré, Henri Regnault. Il offre un grand nombre de livres à la bibliothèque municipale dont il devient le maire en 1856 mais ne conserve son mandat qu'un an préférant n'être que conseiller municipal, ses obligations professionnelles ne lui laissant pas assez de temps pour remplir la fonction de premier magistrat. Il fera restaurer le château et en changera la décoration. Il y mourut le 31 juillet 1864. C'est son fils :
- Georges Hachette(1838-1892) qui hérita du domaine, avec Marie Teyssier (1847-1922), qu'il a épousé le 19 février 1868. Le château resta dans la famille jusqu'en 1915.

### La Guerre de 1870
C'est le 19 juillet 1870 que Napoléon III déclare la guerre à la Prusse. Deux mois plus tard il est fait prisonnier et capitule la République est proclamée. Après la défaite de Sedan le gouvernement réorganise des corps d'infanterie de l'armée par suites de la dislocation de ceux ci. Le 18 septembre 1870, le 15e régiment de marche du général Auguste Alexandre Ducrot (1817-1882) met en place la ligne de défense depuis Châtillon, Bagneux, Plessis-Piquet, Fontenay-aux-Roses, et le Petit-Bicêtre, on coupe des arbres, on barricade les rues avec meubles, charrettes et autres objets, mais le lendemain 19 septembre 1870 le 15e régiment d'infanterie bavarois, commandé par Ludwig von Weltzien (1815-1870) est au Plessis-Piquet dont la plupart des 350 habitants ont trouvé refuge dans la capitale. Commence alors le siège de Paris avec la Bataille de Châtillon. Les positions lors de sanglants combats sont prises et reprises comme l'indique le général Helmuth Karl Bernhard von Moltke (1800-1891), Chef d'État major, dans ses Mémoires sur la guerre de 1870, parus en 1891. À l'hiver 1870 particulièrement rude les bavarois occupent pendant quatre mois le château, brûlant les meubles, les planchers et les arbres du parc pour ne pas mourir de froid. L'armistice signé le 28 janvier 1871 les feront partir. Mais un autre malheur arrive le 18 mars 1871: l'instauration de la Commune de Paris et bientôt les troupes versaillaises du général Charles Nicolas Lacretelle (1822-1891) commandant la 6e division de l'armée versaillaise avec ses 5 000 hommes et 600 chevaux s'installent au Plessis-Piquet pour anéantir les communards de Paris. Cette révolte s'achève le 28 mai 1871 date à laquelle les habitants du Plessis qui ne sont plus que 266 personnes peuvent rentrer chez elles. Tout n'est plus que désolation. Georges Hachette entreprend la rénovation du château et modifie l'entrée principale en faisant construire le grand escalier donnant dans la cour, alors qu'avant l'entrée principale était côté des jardins. Le parc est replanté.

### Fin duXIXesiècleet début duXXesiècle
- Georges Hachette(1838-1892), et son épouse Marie Teyssier (1847-1922) retrouvent leur demeure dans un état pitoyable, mais entreprennent sa restauration et le château retrouve rapidement toute sa splendeur permettant de recevoir à nouveau tous les amis artistes, écrivains, peintres, et hommes politiques.[réf. nécessaire]
- Marie Teyssier, veuve de Georges Hachette vend en 1915 la propriété à l'Office public départemental des habitations à bon marché (OPDHBM)
- En 1931, la municipalité, devient locataire du château et y installe ses services.
- La Ville du Plessis-Robinson se porte acquéreur du château en 1990.

## La seigneurie
En 1663, la seigneurie du Plessis-Piquet représente une superficie de 238 hectares, soit environ les trois quarts de la commune en 2023.[réf. nécessaire]

### Iconographie
Une gravure dans la Topographie du Roi de Claude Chastillon nous donne l'image du château de l'époque vers 1592 sous le nom de « maison de plaisir ».

## Pour approfondir